# انس الزروری
انس الزروری (عربی: أنس الزروري؛ زادهٔ ۷ نوامبر ۲۰۰۰) بازیکن فوتبال اهل مراکش است.
او همچنین در تیم‌های ملی فوتبال زیر ۱۷ سال بلژیک، زیر ۲۱ سال بلژیک و مراکش بازی کرده‌است.